# Esther Popel

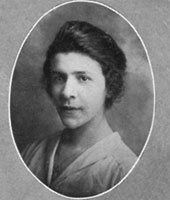
Esther Popel (1920)

Ester Popel (* 1896 in Harrisburg (Pennsylvania); † 1958) war eine US-amerikanische Schriftstellerin, Dichterin und Lehrerin. Popel war eine bekannte Dichterin der Harlem Renaissance. Sie arbeitete als Lektorin für eine Reihe afroamerikanischer Zeitschriften, vorwiegend für The Journal of Negro Education.

## Leben
Popel wurde in Harrisburg, Pennsylvania geboren und graduierte 1919 als erste afroamerikanische Frau am Dickinson College in Carlisle. Sie unterrichtete Spanisch und Französisch an zwei Schulen in der Gegend um Washington, D.C.: Der Francis Jr. High und der Shaw Jr. High. Popel war Mitglied der Phi Beta Kappa. Sie beherrschte vier Sprachen perfekt: Französisch, Spanisch, Latein und Deutsch. Sie lebte während der Weltwirtschaftskrise und während der Bildung der Harlem Renaissance. Diese geschichtlichen Ereignisse beeinflussten ihr Denken und zeigen sich in vielen ihrer Gedichte („Harlem“).
Viele ihrer eigenen Werke und Reviews von Werken anderer zeigen ihr starkes Interesse für die Ungerechtigkeiten des amerikanischen Systems gegenüber Afroamerikanern. Diese behandeln oft entweder politische oder religiöse Themen und ihr Stil wurde von vielen Gedichtanalytikern als „lyrisch“ beschrieben. Sie war aktiv im literarischen Salon von Georgia Douglas Johnson, die ebenfalls Dichterin war. Sie arbeitete außerdem oft mit anderen Dichtern zusammen und war während ihrer Tätigkeit in der Harlem Renaissance mit Langston Hughes und Marita Bonner befreundet.
Ihren ersten Gedichtband veröffentlichte sie 1934, wonach sie eine wichtige Rolle in der afroamerikanischen Literaturgeschichte spielte. Sie benutzte das geschriebene Wort, um die Leser der Popelgedichte dazu zu motivieren, gegen Vorurteile zu kämpfen. In einem ihrer stärksten Gedichte, Flag Salute, stellt sie die Kluft zwischen Erfahrungen von Schwarzen und Weißen in den USA dar, indem sie den Pledge of Allegiance einem Bericht über Lynchjustiz und Krawalle in Marylands Eastern Shore gegenüberstellt, damit die Leser die Unterschiede zwischen amerikanischen Idealen und Erfahrungen von Schwarzen erkennen.
Diese frühen Gedichte waren derivativ und gewöhnlich, ähnlich wie die lyrischen Gedichte vieler anderer Dichter im frühen 20. Jahrhundert. Sie handeln alle von der Schönheit der Natur, die Reime sind vorhersagbar und der Ton wehmütig. Jedes der Popelgedichte hätte aufgrund der Stilähnlichkeiten in Willa Cathers Gedichteband April Twilights enthalten sein können. Die Erzähler sind nicht voneinander unterscheidbar, weil sie beide Alfred Edward Housman imitierten.
Als Mitglied des Lincoln Memorial Congregational Temple war Popel eine bekannte Rednerin. Ihre Rede „Personal Adventures in Race Relations“ wurde von der Women's Press of the YMCA in New York veröffentlicht. Außerdem schrieb sie auch sechs Theaterstücke für Schüler.
Ihr erstes Buch, A Forest Pool, wurde nur privat gedruckt. In ihrer Rezension zu A Colored Woman in a White World von Mary Church Terrell legte Popel die Aufmerksamkeit auf die Tatsache, dass H. G. Wells begann, gegen seinen selbst auferlegten Präzedenzfall zu schreiben und hinterfragte, wie der Präsident der Cornell University, Andrew Dickson White (1883), solche kühnen Aussagen treffen konnte, wie dass Amerika frei von Vorurteilen und Intoleranz sei. Wells wurde mit seiner Aussage zitiert, dass das Leben, wie es in Terrells Autobiographie beschrieben wurde, voll von Gewalt, Ungerechtigkeiten und Beleidigungen sei, in die sie „gezwungen wurde, um ihr Leben zu leben“. Popel wies darauf hin, dass es wichtig sei, darüber nachzudenken, warum sich Wells entschied, seine Überlegungen in solch einem direkten Buch aufzuschreiben, das die Probleme der Afroamerikaner hervorhob.
Details aus ihrem persönlichen Leben sind kaum bekannt, doch es ist bekannt, dass sie mit William A. Shaw (gestorben 1946) verheiratet war. Sie hatten eine Tochter, Patricia Shaw Iversen. In den 1940er Jahren ermutigte Popel aufgrund ihrer guten persönlichen Erfahrungen ihre Tochter dazu, ebenfalls ans Dickinson College zu gehen. Obwohl Patricia angenommen wurde, wurde es ihr nicht erlaubt, auf dem Campus zu leben. Daher entschied sie, stattdessen an die Howard University zu gehen. Später entschuldigte sich der Präsident des Dickinson College, William G. Durden, im Namen des College bei Patricia für die ihr widerfahrenen Ungerechtigkeiten.

## Werke (Auswahl)
- Credo (Opportunity, Januar 1925)
- Kinship (Opportunity, Januar 1925)
- Theft (Opportunity, April 1925)
- Little Grey Leaves (Opportunity, September 1925)
- Night Comes Walking (Journal of Negro Life, August 1929)
- Bagatelle (Opportunity, November 1931)
- October Prayer (Opportunity, Oktober 1933)
- Reach Down, Sweet Grass (Opportunity, April 1934)
- Flag Salute (Crisis, August 1934)
- Blasphemy American Style (Opportunity, Dezember 1934)
- A Forest Pool (Modernistic Press, 1934)

### Kritiken
- A Colored Woman in a White World (Mary Church Terrell)[9]
- Gladiola Garden (Effie L. Newsome)[10]
- The Hills of Yesterday and Other Poems (Aloise Barbour Epperson)[11]
- My Happy Days (Jane Dabney Shackelford)[12]
- The Negro in the Armed Forces: His Value and Status, Past, Present and Potential (Seymour J. Schoenfeld)[13]
- The Pastor's Voice (Walter Henderson Brooks)[14]